# Robert Enke
Robert Enke (n. 24 august 1977, Jena, RDG – d. 10 noiembrie 2009, Neustadt am Rübenberge, Saxonia Inferioară, Germania) a fost un fotbalist german care a evoluat pe postul de portar.
Enke s-a sinucis la vârsta de 32 de ani, după mai mulți ani în care suferea de depresie în urma decesului prematur al fiicei sale.